# Aleksandar Belić
Aleksandar Belić (Beograd, 15. kolovoza 1876. – 26. veljače 1960.) bio je srpski jezikoslovac i akademik.

## Biografija
Belić je rođen u Beogradu. Nakon studija slavenskih jezika u Beogradu, Odesi i Moskvi, doktorirao je na Sveučilištu u Leipzigu 1900. godine. Tijekom akademske karijere radio je na Sveučilištu u Beogradu. Bio je član i dugogodišnji predsjednik Srpske akademije nauka i umjetnosti. Belić se smatra vodećim srpskim jezikoslovcem prve polovice dvadesetog stoljeća. Istraživao je komparativnu slavistiku, opću lingvistiku, srpskohrvatsku dijalektologiju i sintaksu. Napisao je Pravopis srpskohrvatskog književnog jezika (1923.) koji se temeljio na fonološkom pravopisnom načelu. Cijeli život bio je dosljedni zagovornik ujedinjenog srpskohrvatskog jezika.
Belićeva prikupljena djela objavljena su u 14 svezaka 1999. godine. Umro je u Beogradu. 

## Istraživanje hrvatskih govora
Istraživao je čakavsko i kajkavsko narječje i dao značajan doprinos slavenskoj akcentologiji svojim otkrićem slavenskog neoakuta u čakavskom narječju.  
Belić je prvi podijelio kajkavsko narječje na dijalekte. Njegova podjela temelji se na konsonantizmu, odnosno refleksima praslavenskih glasova * tj i * dj. Ova podjela je prvi put objavljena u Narodnoj enciklopediji srpsko-hrvatsko-slovenačkoj, a kasnije je opovrgnuta.

## Izabrana djela
- Dijalekti istočne i južne Srbije
- Dijalektološka karta srpskog jezika
- Akcentske studije
- O dvojini u slovenskim jezicima
- Galički dijalekt
- O jezičkoj prirodi i jezičkom razvitku (1941.)
- Pravopis srpsko-hrvatskog književnog jezika (1923.)